# Funció de diverses variables complexes
La teoria de funcions de diverses variables complexes és la branca de les matemàtiques que s'ocupa de les funcions definides en l'espai de coordenades complexes. {\displaystyle \mathbb {C} ^{n}}, és a dir, n-tuples de nombres complexos. El nom del camp que tracta les propietats d'aquestes funcions s'anomena diverses variables complexes (i espai analític), que la Classificació de matèries de matemàtiques té com a capçalera de nivell superior.
Com en l'anàlisi complexa de funcions d'una variable, que és el cas n = 1, les funcions estudiades són holomòrfiques o analítiques complexes de manera que, localment, són sèries de potències en les variables zi. De manera equivalent, són límits localment uniformes dels polinomis; o solucions localment integrables de quadrats a les equacions de Cauchy–Riemann n -dimensionals. Per a una variable complexa, cada domini ({\displaystyle D\subset \mathbb {C} }), és el domini de l'holomorfia d'alguna funció, és a dir, cada domini té una funció per a la qual és el domini de l'holomorfia. Per a diverses variables complexes, aquest no és el cas; existeixen dominis ({\displaystyle D\subset \mathbb {C} ^{n},\ n\geq 2}) que no són el domini de l'holomorfia de cap funció i, per tant, no sempre ho és el domini de l'holomorfia, de manera que el domini de l'holomorfia és un dels temes d'aquest camp.  Aparèixer les dades locals de les funcions meromòrfiques, és a dir, el problema de crear una funció meromòrfica global a partir de zeros i pols, s'anomena problema de Cousin. A més, els fenòmens interessants que es produeixen en diverses variables complexes són fonamentalment importants per a l'estudi de varietats complexes compactes i varietats projectives complexes ({\displaystyle \mathbb {CP} ^{n}}) i té un sabor diferent a la geometria analítica complexa {\displaystyle \mathbb {C} ^{n}} o sobre les varietats de Stein, aquestes són molt semblants a l'estudi de varietats algebraiques que és l'estudi de la geometria algebraica que la geometria analítica complexa.

## Perspectiva històrica
Molts exemples d'aquestes funcions eren familiars a les matemàtiques del segle XIX; funcions abelianes, funcions theta, i algunes sèries hipergeomètriques, i també, com a exemple d'un problema invers; el problema de la inversió de Jacobi. Naturalment, també és candidata la mateixa funció d'una variable que depèn d'algun paràmetre complex. La teoria, però, durant molts anys no es va convertir en un camp complet de l'anàlisi matemàtica, ja que els seus fenòmens característics no es van descobrir. El teorema de preparació de Weierstrass es classificaria ara com àlgebra commutativa ; sí que justificava la imatge local, ramificació, que aborda la generalització dels punts de branca de la teoria de la superfície de Riemann.
Amb obra de Friedrich Hartogs, Pierre Cousin (fr), EE Levi i de Kiyoshi Oka a la dècada de 1930, va començar a sorgir una teoria general; altres que treballaven a la zona en aquell moment eren Heinrich Behnke, Peter Thullen, Karl Stein, Wilhelm Wirtinger i Francesco Severi. Hartogs va demostrar alguns resultats bàsics, com ara cada singularitat aïllada és extraïble, per a cada funció analítica
{\displaystyle f:\mathbb {C} ^{n}\to \mathbb {C} } sempre que n > 1. Naturalment, els anàlegs de les integrals de contorn seran més difícils de manejar; quan n = 2 una integral que envolta un punt hauria d'estar sobre una varietat tridimensional (ja que estem en quatre dimensions reals), mentre que les integrals de contorn (línia) iterant sobre dues variables complexes separades haurien d'arribar a una integral doble sobre una bidimensional. superfície. Això vol dir que el càlcul de residus haurà de prendre un caràcter molt diferent.
Després de 1945 un important treball a França, en el seminari d'Henri Cartan, ia Alemanya amb Hans Grauert i Reinhold Remmert, van canviar ràpidament el panorama de la teoria. Es van aclarir una sèrie de qüestions, en particular la de la continuació analítica. Aquí és evident una diferència important amb la teoria d'una variable; mentre que per cada conjunt connectat obert D in {\displaystyle \mathbb {C} } podem trobar una funció que enlloc continuarà analíticament per sobre del límit, que no es pot dir per n > 1. De fet, les D d'aquest tipus són de naturalesa força especial (especialment en espais de coordenades complexes {\displaystyle \mathbb {C} ^{n}} i varietats de Stein, que compleixen una condició anomenada pseudoconvexitat ). Els dominis naturals de definició de funcions, continuats fins al límit, s'anomenen varietats de Stein i la seva naturalesa era fer desaparèixer els grups de cohomologia de feixa, d'altra banda, el teorema de desaparició de Grauert-Riemenschneider es coneix com un resultat similar per a varietats complexes compactes, i la conjectura de Grauert-Riemenschneider és un cas especial de la conjectura de Narasimhan.  De fet, va ser la necessitat de posar (en particular) l'obra d'Oka sobre una base més clara la que va portar ràpidament a l'ús coherent de garbes per a la formulació de la teoria (amb grans repercussions per a la geometria algebraica, en particular pel treball de Grauert).
A partir d'aquest punt hi havia una teoria fonamental, que es podia aplicar a la geometria analítica,  formes automòrfiques de diverses variables i equacions en derivades parcials. La teoria de la deformació d'estructures complexes i varietats complexes va ser descrita en termes generals per Kunihiko Kodaira i DC Spencer. El famós document GAGA de Serre  va fixar el punt d'encreuament de la géometrie analytique a la géometrie algébrique.
Es va sentir a CL Siegel queixar-se que la nova teoria de funcions de diverses variables complexes tenia poques funcions, el que significa que el costat de la funció especial de la teoria estava subordinat a les garbes. L'interès per a la teoria dels nombres, sens dubte, està en generalitzacions específiques de les formes modulars. Els candidats clàssics són les formes modulars de Hilbert i les formes modulars de Siegel. Actualment aquests s'associen a grups algebraics (respectivament la restricció de Weil a partir d'un camp numèric totalment real de GL(2), i el grup simplèctic), per als quals passa que les representacions automòrfiques es poden derivar de funcions analítiques. En cert sentit, això no contradiu Siegel; la teoria moderna té direccions pròpies i diferents.
Els desenvolupaments posteriors van incloure la teoria de la hiperfunció i el teorema de la vora de la falca, tots dos inspirats en la teoria quàntica de camps. Hi ha una sèrie d'altres camps, com la teoria de l'àlgebra de Banach, que es basen en diverses variables complexes.